# Indische Badmintonmeisterschaft 1972/73
Die Indische Badmintonmeisterschaft der Saison 1972/73 fand vom 18. bis zum 23. Dezember 1972 in Guwahati statt. Es war die 37. Austragung der nationalen Titelkämpfe im Badminton in Indien.	Prakash Padukone besiegte im Finale des Herreneinzels Dinesh Khanna mit 15:12 und 15:4.

## Titelträger
| Disziplin    | Sieger                       |
| ------------ | ---------------------------- |
| Herreneinzel | Prakash Padukone             |
| Dameneinzel  | Rafia Latif                  |
| Herrendoppel | Asif Parpia Anil Pradhan     |
| Damendoppel  | Shobha Moorthy Morin Mathias |
| Mixed        | Satish Bhatia Rafia Latif    |

## Referenzen
- http://www.sportsbharti.com/badminton/national-championship-venues/
- Badminton U.S.A., Jahrgang 33, Heft 5 (1973), S. 22. Finalresultate